# Samolot-pocisk
Samolot-pocisk – archaiczne określenie pocisku manewrującego, bezzałogowy statek latający jednorazowego użytku, którego ładunek użyteczny stanowi głowica bojowa. Są to pociski charakteryzujące się posiadaniem powierzchni nośnych służących do wytwarzania siły nośnej w locie i w odróżnieniu od skrzydlatych pocisków rakietowych, napędzane silnikami odrzutowymi przelotowymi (początkowo  rzadziej silnikami tłokowymi). Termin „samolot-pocisk” jest obecnie rzadko używany i porzucany na rzecz terminu „pocisk manewrujący”. Samolotów-pocisków nie należy mylić z samobójczymi atakami dokonywanymi przy pomocy załogowych samolotów, np. działalnością oddziałów kamikaze czy też niemiecką misją Selbstopfereinsatz. 

## Charakterystyka

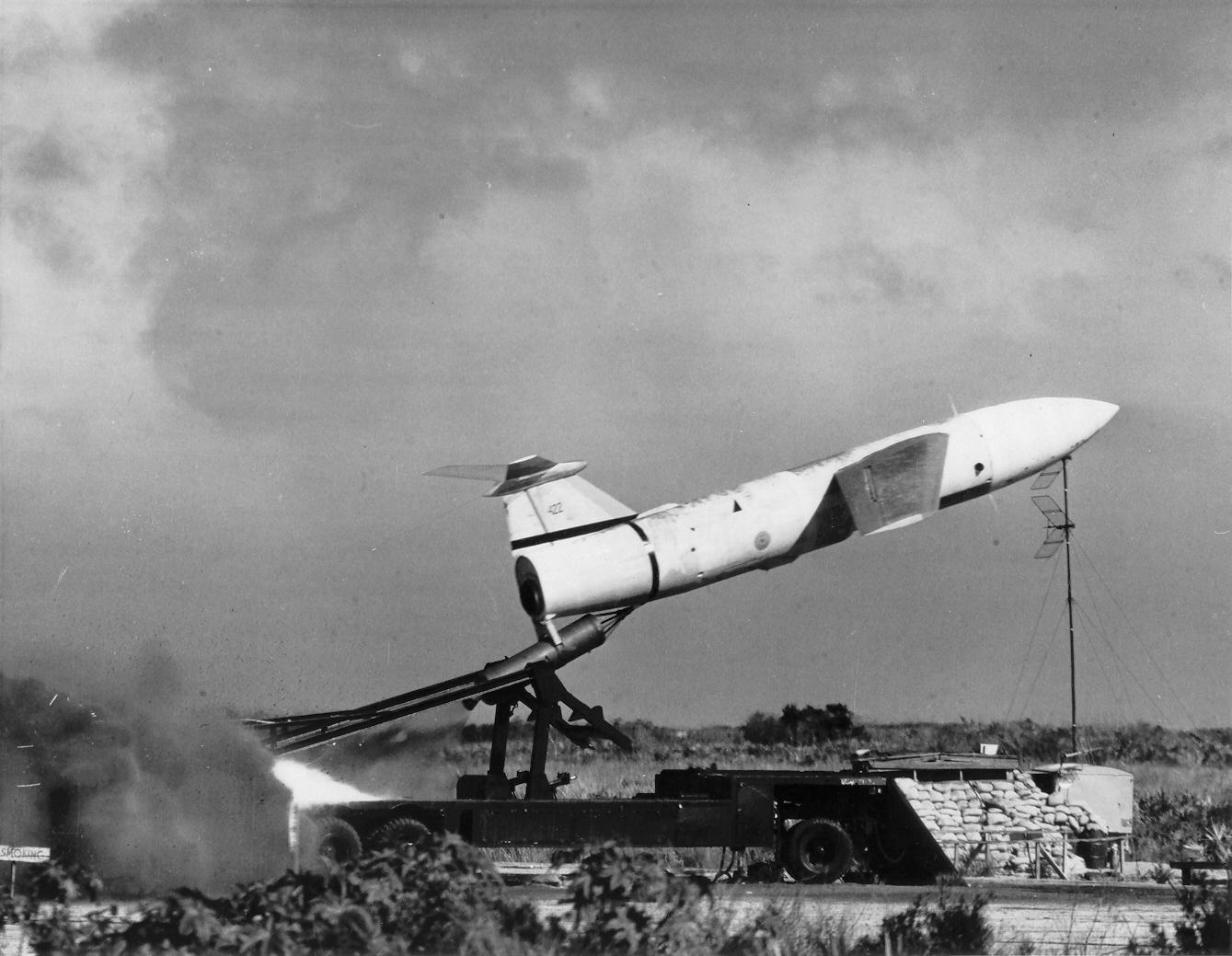
Start MGM-1 Matador

Samoloty-pociski są bezzałogowymi samolotami, posiadając ich zasadnicze komponenty: kadłub, skrzydła, usterzenie oraz silnik. Oprócz tych części posiadają ładunek bojowy – głowicę konwencjonalną lub nuklearną oraz układ kierowania. Samoloty-pociski służą do zwalczania celów naziemnych, rzadziej nawodnych; rażą cel przez uderzenie i wybuch głowicy bojowej, rzadko przez zrzut głowicy. Większość samolotów-pocisków jest kierowana programowo, lecąc po zaprogramowanej trasie lotu. Wczesne pociski tego typu wykonywały lot w gęstych warstwach atmosfery, na wysokości nie przekraczającej 30 km (najczęściej ok. 20 km), a przed celem przechodziły w lot nurkowy. Nowsze pociski wykonują lot na małej wysokości, omijając przeszkody terenowe i wykonując manewry w celu utrudnienia wykrycia przez stacje radiolokacyjne i przechwycenia. Start samolotów-pocisków najczęściej dokonywany jest za pomocą startowego silnika rakietowego, po czym w dalszym locie samolot-pocisk napędzany jest silnikiem lub silnikami odrzutowymi przelotowym (turboodrzutowymi, turbowentylatorowymi, strumieniowymi, pulsacyjnymi). Początkowo samoloty-pociski startowały z wyrzutni naziemnych, później pojawiły się także zastosowania ich z wyrzutni nawodnych oraz samolotów.

## Historia
Pierwsze próby z samolotami-pociskami podjęto pod koniec I wojny światowej w USA - były to konstrukcje napędzane silnikiem tłokowym, kierowane automatycznie; nie były jednak praktyczne. Pod koniec lat 20. XX w. w Wielkiej Brytanii opracowano zdalnie kierowany samolot-pocisk Larynx, również o napędzie tłokowym. Pierwszą udaną i zastosowaną na masową skalę bronią tego typu był niemiecki V1, nazywany potocznie „bombą latającą”, napędzany silnikiem pulsacyjnym, z okresu II wojny światowej, o zasięgu do 320 km. W USA i Niemczech (Mistel) podczas wojny na małą skalę stosowano także zdalnie kierowane samoloty przebudowane na samoloty-pociski. 

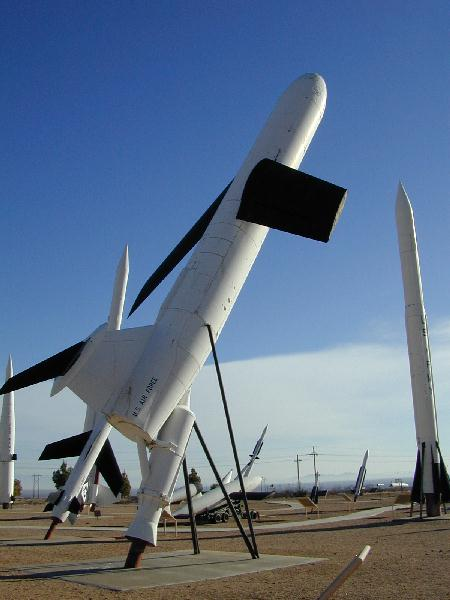
Mace

Rozwój samolotów-pocisków nastąpił po wojnie, w latach 50. XX w. i 60. XX w., kiedy to powstało kilka konstrukcji tego typu, głównie w USA (Matador, Mace, Hound Dog, Regulus), Szwecji (Robot 301), ZSRR i Francji. Ich zasięg wahał się od kilkuset do 3000 km. Amerykański samolot-pocisk dalekiego zasięgu Snark, wprowadzony w 1958, miał zasięg do 10 000 km. 
W latach 70. XX w. generalnie zrezygnowano z rozwijania samolotów-pocisków, wobec rozwoju znacznie skuteczniejszych pocisków balistycznych, a także łatwości przechwycenia samolotów-pocisków. Rozwijano natomiast dalej pociski manewrujące, jak BGM-109 Tomahawk, Kalibr.
Pociski skrzydlate napędzane silnikiem rakietowym nie były klasyfikowane jako samoloty-pociski.